# Darumadži
Darumadži (japonsky 達磨寺, zvaný též Daruma-dera, je zenbuddhistický chrám ve městě Ódži v prefektuře Nara v Japonsku. Je jedním z 28 japonských buddhistických chrámů spojených se životem prince Šótokua.

## Historie
Založení chrámu je spojeno s událostí zaznamenanou v kronice Nihonšoki z 8. století. V prosinci 613 potkal princ Šótoku podle legendy hladovějícího žebráka. Muž umíral hlady a princ se ho pokoušel nakrmit a pomoci mu, ale žebrák zemřel vyčerpáním. Princ Šótoku pro něj nechal zbudovat kofun. Několik dní nato Šótoku vyhlásil, že onen muž byl mudrc, a vyslal posla, aby zkontroloval jeho hrob. Půda na hrobě nebyla nijak porušena, ale po jeho otevření se zjistilo, že je prázdný. V Nihonšoki není onen mudrc pojmenován, ale později byl ztotožněn s Darumou (達磨) neboli Bodhidharmou.
Počátkem 13. století, tedy v období  Kamakura, byl u Darumova kofunu vybudován chrám Darumadži.
Počátkem 14. století chrám zdemolovali buddhisté, kteří se snažili zabránit šíření zenových škol v Japonsku.
V roce 1430 byl chrám obnoven na příkaz šóguna Jošinoriho Ašikagy.
V 16. století během období Sengoku vypálil chrám Hisahide Macunaga, načež byl na příkaz císaře Ógimačiho opětovně vybudován.